# Dobrev Klára árnyékkormánya
A magyarországi Dobrev-árnyékkormány a Demokratikus Koalíció (DK) által 2022 őszén létrehozott árnyékkormány. Megfogalmazásuk szerint célja egy hiteles alternatíva kiépítése az aktuálisan az ország vezetésével megbízott ötödik Orbán-kormánnyal szemben.
2024. június 9-i európai parlamenti választáson való szereplése  (8%) után másnap Dobrev Klára bejelentette, hogy feloszlatja  az árnyékkormányt.

## Története
2022. szeptember 16-án a Demokratikus Koalíció bejelentette, hogy árnyékkormányt alakít, erre a párt elnöksége Dobrev Klárát kérte fel, aki el is fogadta a felkérést.
2022. szeptember 19-én Dobrev Klára bemutatta árnyékkormánya 16 tagját.
2022. október 29-én az árnyékkormány elíndította a rezsimentő akcióját, amivel a rászoruló családok számlájának kifizetését támogatták a téli időszakban. A rezsimentő alapba a párt szimpatizánsai és tagjai küldtek támogatásokat, melyekből az akció végére több mint 20 millió forint gyűlt össze. Az árnyékkormány rezsimentő alapja körülbelül 500 családnak nyújtott segítséget.
A DK számára sikertelen 2024-es választások után az árnyékkormány beszüntette tevékenységét.

## Tagjai
Megalakulásakor az árnyékkormánynak 16 tagja volt.

| Név                 | Szerepe az árnyékkormányban                                          | Párt                       |
| ------------------- | -------------------------------------------------------------------- | -------------------------- |
| Dobrev Klára        | Árnyék-miniszterelnök                                                | Demokratikus Koalíció (DK) |
| dr. Molnár Csaba    | Árnyék-kancelláriaminiszter, árnyék-miniszterelnök-helyettes         | Demokratikus Koalíció (DK) |
| Bodnár Zoltán       | Árnyék-pénzügyminiszter                                              | független                  |
| Rónai Sándor        | Árnyék-külügyminiszter                                               | Demokratikus Koalíció (DK) |
| Arató Gergely       | Kormányprogramért felelős árnyékminiszter                            | Demokratikus Koalíció (DK) |
| Mustó Géza          | Árnyék-belügyminiszter                                               | Demokratikus Koalíció (DK) |
| Varga Ferenc        | Bér- és munkaügyi árnyékminiszter                                    | Demokratikus Koalíció (DK) |
| Dr. Komáromi Zoltán | Egészségügyi árnyékminiszter                                         | Demokratikus Koalíció (DK) |
| Varju László        | Energia- és rezsiügyi árnyékminiszter                                | Demokratikus Koalíció (DK) |
| dr. Dávid Ferenc    | Gazdasági árnyékminiszter                                            | Demokratikus Koalíció (DK) |
| dr. Vadai Ágnes     | Honvédelmi árnyékminiszter                                           | Demokratikus Koalíció (DK) |
| dr. Oláh Lajos      | Innovációért és mesterséges intelligenciáért felelős árnyékminiszter | Demokratikus Koalíció (DK) |
| Benedek Szilveszter | Mezőgazdasági árnyékminiszter                                        | Demokratikus Koalíció (DK) |
| Barkóczi Balázs     | Oktatási és kulturális árnyékminiszter                               | Demokratikus Koalíció (DK) |
| Szaniszló Sándor    | Önkormányzati árnyékminiszter                                        | Demokratikus Koalíció (DK) |
| Kocsis-Cake Olivio  | Környezetvédelmi és klímaügyi árnyékminiszter                        | Demokratikus Koalíció (DK) |
| Gy. Németh Erzsébet | Szociális és nyugdíjügyi árnyékminiszter                             | Demokratikus Koalíció (DK) |

### További kapcsolódó politikusok
| Szitka Péter     | Vidéki önkormányzati ügyekért felelős főtanácsadó | Magyar Szocialista Párt (MSZP) |
| Kálmán Olga      | Az árnyékkormány szóvivője                        | Demokratikus Koalíció (DK)     |
| Herfort Marietta | Romaügyi tanácsadó                                | független                      |

## Külső hivatkozások
- A DK árnyékkormánya nyílt hadüzenet az ellenzéknek – Hvg.hu, 2022. szeptember 19.
- Okos húzás az árnyékkormány a DK-tól, de megkérdőjeleződik a komolyan vehetősége – Népszava,  2022. szeptember 24.